# Departament de La Paz (Hondures)
El departament de La Paz és un dels 18 departaments en què es divideix Hondures.

## Història
Antigament els habitants lenques van anomenar al lloc "de les pedres", per la topografia del terreny, informació que es veu ratificada en el Cens eclesiàstic de Fernando Cardiñanos en 1791, registrat amb el nom de vall de las Piedras en la circumscripció del curat d'Ajuterique. Les raons que incideixen en la creació del departament de la Pau es va deure en gran manera a la falta d'atenció de les autoritats de*Comayagua als pobles d'aquesta jurisdicció, situació que va permetre l'autonomia de les autoritats locals. Al govern del president José María Medina el 28 de maig de 1869, es va materialitzar la creació del departament com a resultat de la política territorial i l'acostament de les autoritats cap a la població. La principal activitat econòmica del departament la constitueix la producció del cafè i l'horticultura recolzada per països asiàtics. Origen del seu nom: Denominació cultural “Paz”.

## Ubicació geogràfica
La Paz està situat en la part suroccidental del país. Alternatives turístiques: Casa de la Cultura, parròquia del Perpetu Socors, mirador de la Pau, la cova del Viejo, El Chircal o llogaret de Miravalle que alberga l'àrea arqueològica més antiga d'Hondures (situada entre Yarumela i Comayagua)

## Divisió administrativa

### Municipis
1. La Paz
2. Aguanqueterique
3. Cabañas
4. Cane
5. Chinacla
6. Guajiquiro
7. Lauterique
8. Marcala
9. Mercedes de Oriente
10. Opatoro
11. San Antonio del Norte
12. San José
13. San Juan
14. San Pedro de Tutule
15. Santa Ana
16. Santa Elena
17. Santa María
18. Santiago de Puringla
19. Yarula